# Simona Šoda
Simona Šoda (24. listopada 1974.) je hrvatska košarkašica, bivša članica hrvatske košarkaške reprezentacije. Trenerska karijera od 2010. godine.  

## Karijera
Bila je sudionicom kvalifikacijskog ciklusa za EP 1999. godine.